# Silvano Pivotto
Silvano Pivotto (Terracina, 12 novembre 1958) è un ex calciatore italiano, di ruolo centrocampista.

## Carriera
Cresciuto calcisticamente nella Lazio, senza essere riuscito ad emergere in prima squadra, in carriera ha disputato sei campionati di Serie B con le maglie di Sambenedettese e Campobasso, per complessive 148 presenze e 2 reti.

## Palmarès

### Club

#### Competizioni nazionali
- Serie C2: 2

Perugia: 1987-1988
Campania: 1988-1989

#### Competizioni giovanili
- Campionato Primavera: 1

Lazio: 1975-1976
- Campionato nazionale Dante Berretti: 1

Lazio: 1976-1977